# Calvary Hospital
Calvary Hospital – prywatny szpital katolicki, położony w dzielnicy Lenah Valley w Hobart. Wyposażony w 400 łóżek.  
Szpital prowadzi leczenia w następujących dziedzinach: ortopedii, urologii, ginekologii, neurochirurgii, chirurgii dziecięcej, chirurgii plastycznej, chirurgii naczyniowej, kardiologii, pulmonologii, gastroenterologii i położnictwie.